# سیلویا فدریچی
سیلویا فدریچی (به انگلیسی: Silvia Federici) (متولد ۱۹۴۲) پژوهشگر، استاد دانشگاه و کنشگر فمینیست ایتالیایی-آمریکایی ساکن نیویورک است. . او در سال ۱۹۶۷ با حمایت بورس فولبرایت به آمریکا مهاجرت کرد تا در دانشگاه ایالتی نیویورک در بافلو در رشتهٔ فلسفه مدرک دکترا بگیرد.
او در سال ۱۹۷۲ به همراه ماریا روزا دالا کوستا و سلما جیمز، «جمعیت بین‌المللی فمینیستی» را تأسیس کرد؛ سازمانی که کمپین مشهور «دستمزد برای کار خانگی» را راه‌اندازی کرد. در سال ۱۹۷۳ فدریچی به ایجاد گروه‌های مرتبط با «دستمزد برای کار خانگی» در آمریکا کمک کرد و در سال ۱۹۷۵ کتاب دستمزد علیه کار خانگی را منتشر کرد که مهم‌ترین اثر مرتبط با این جنبش به‌شمار می‌رود.
فدریچی از سال ۱۹۸۴ تا ۱۹۸۶ در دانشگاه پورت هارکورت نیجریه تدریس کرده و سپس دانشیار و بعداً استاد فلسفه سیاسی و مطالعات بین‌المللی در کالج جدید دانشگاه هوفسترا شد.
در سال ۱۹۹۰ فدریچی «کمیته آزادی آکادمیک در آفریقا» (CAFA) را پایه‌گذاری کرد و به همراه اوسینا آلی‌دو بیش از یک دهه سردبیر بولتن این کمیته بود. او همچنین از سال ۱۹۷۹ تا ۲۰۰۳ عضو گروه «میدنایت نوتس کالکتیو» بود.
در سال ۱۹۹۵، فدریچی در جریان کمپین آزادی مومیا ابو جمال، پروژه ضد حکم اعدام «انجمن فلسفه رادیکال» (RPA) را تأسیس کرد، سازمانی که هدف آن فعالیت در جهت لغو مجازات اعدام بود.
فدریچی چند دهه است که با سازمان‌های فمینیستی مختلف در سراسر جهان، از جمله «زنان در نیجریه» (WIN)، سازمان فمینیستی آرژانتینی «نی اونا منوس» و پژوهش‌های فمینیستی دربارهٔ خشونت در نیویورک همکاری دارد. او اخیراً پروژه‌ای را به همراه گروه‌های فمینیستی در اسپانیا سازماندهی کرده است که هدف آن بازتعریف تاریخ زنانی است که به اتهام جادوگری در دوران آغازین مدرن در اروپا تحت آزار و شکنجه بودند و همچنین افزایش آگاهی دربارهٔ شکار جادوگران در دنیای معاصر است.
فدریچی یکی از برجسته‌ترین نظریه‌پردازان در زمینه فمینیسم مارکسیستی، تاریخ زنان، فلسفه سیاسی و تاریخ و نظریه  منابع مشترک است. مشهورترین اثر او کتاب کالیبان و ساحره به بیش از بیست زبان ترجمه شده و در بسیاری از دانشگاه‌های آمریکا و جهان تدریس می‌شود. این اثر اغلب به عنوان پاسخی انتقادی به مفهوم «انباشت اولیه» مارکس تلقی می‌شود و تاریخ سرمایه‌داری را از زاویه‌ای متفاوت بازسازی کرده و پیوند بین انقیاد زنان در نظام سرمایه‌داری، تجارت برده در اقیانوس اطلس و استعمار آمریکا را برجسته می‌کند. این کتاب به‌عنوان اولین تاریخ سرمایه‌داری شناخته می‌شود که زنان در مرکز تحلیل آن قرار دارند.

## زندگی‌نامه
سیلویا فدریچی در سال ۱۹۴۲ در شهر پارما در ایتالیا به دنیا آمد. او در سال ۱۹۶۷ با حمایت بورس تحصیلی فولبرایت برای ادامه تحصیل در مقطع دکترای فلسفه در دانشگاه بافلو به ایالات متحده مهاجرت کرد. فدریچی در دانشگاه پورت هارکورت در نیجریه تدریس کرده و سپس دانشیار و بعداً استاد فلسفه سیاسی و مطالعات بین‌المللی در کالج جدید دانشگاه هوفسترا بود.
او از بنیانگذاران «جمعیت بین‌المللی فمینیستی» و از سازمان‌دهندگان جنبش «دستمزد برای کار خانگی» بود. در سال ۱۹۷۳ به تأسیس گروه‌هایی در رابطه با این جنبش در ایالات متحده کمک کرد. در سال ۱۹۷۵ کتاب دستمزد علیه کار خانگی را منتشر کرد که مهم‌ترین کتاب مرتبط با جنبش دستمزد برای کار خانگی محسوب می‌شود.
فدریچی همچنین از بنیانگذاران «کمیته آزادی آکادمیک در آفریقا» (CAFA) بود و با گروه «میدنایت نوتس کالکتیو» همکاری داشته است. در سال ۱۹۹۵ او در تأسیس پروژه ضد حکم اعدام «انجمن فلسفه رادیکال» (RPA) نقش داشت.
فدریچی اکنون به همراه شریک زندگی‌اش، جورج کافنتزیس، در پارک اسلوپ در بروکلین، نیویورک زندگی می‌کند.
در مارس ۲۰۲۲، فدریچی یکی از ۱۵۱ فمینیست بین‌المللی بود که بیانیه «مقاومت فمینیستی در برابر جنگ» را در همبستگی با جنبش مقاومت فمینیستی ضدجنگ روسیه امضا کردند.

## آثار
- دستمزد علیه کار خانگی (۱۹۷۵)
- کالیبان بزرگ: تاریخ بدن اجتماعی سرکش در مرحله نخست سرمایه (۱۹۸۴، با لئوپلدینا فورتوناتی)
- فمینیسم و جنبش علیه جنگ آمریکا (۲۰۰۴)
- کالیبان و ساحره: زنان، بدن و انباشت بدوی (۲۰۰۴)- ترجمه‌شده به فارسی با عنوان کالیبان و ساحره، ترجمه مهدی صابری، نشر چرخ
- انقلاب در نقطه صفر: کار خانگی، بازتولید و مبارزه فمینیستی (۲۰۱۲) - ترجمه سروناز احمدی، نشر افکار
- بازافسونگری جهان: فمینیسم و سیاست مشترکات (۲۰۱۸) - ترجمه پریا پلاسعیدی، نشر چرخ
- ساحره‌ها، شکار ساحره‌ها و زنان (۲۰۱۸)
- فراتر از محیط پوست: بازاندیشی، بازسازی و بازپس‌گیری بدن در سرمایه‌داری معاصر (۲۰۲۰)
- پدرسالاریِ دستمزد: یادداشت‌هایی دربارهٔ مارکس، جنسیت و فمینیسم (۲۰۲۱) ترجمه سروناز احمدی، در دست انتشار